# Velká samota
Velká samota je československé filmové drama z roku 1959. Natočil jej režisér Ladislav Helge podle scénáře, který napsal spolu s Ivanem Křížem podle Křížovy stejnojmenné románové předlohy. Dvojice tak zopakovala svoji spolupráci z Helgeho prvotiny Škola otců (1967). Psychologický portrét komunistického předsedy JZD ukazuje katastrofální následky kolektivizace českého venkova. Ústřední postavu ztvárnil slovenský herec Július Pántik.

## Děj
Martin Souček, mladý komunistický úředník pracující na ministerstvu v Praze se vrací do rodné vesnice na jižní Moravě, která se jmenuje Velká Samota. Přijíždí sem, aby se oženil se svou snoubenkou Annou Malcovou, dcerou jediného samostatně hospodařícího rolníka ve vsi. Jednotné zemědělské družstvo, které pomáhal zakládat, nachází v otřesném stavu, družstevníky místo na poli najde opilé ve sklípku. Po krátkém vnitřním boji se proto rozhodne, že se na ministerstvo nevrátí a pomůže postavit družstvo zpět na nohy. Odloží kvůli tomu i svatbu.
Souček je sice sice poctivý komunista a obětavý pracovník, má však diktátorskou povahu. Po svém zvolení předsedou družstva hned zakáže pití alkoholu, zavede tvrdý pracovní režim a tresty za nedodržování pracovní kázně, opilství a krádeže. I když prosadí i řadu dobrých věcí, počíná si bezohledně, všechny vesničany raní a urazí, celá ves se od něj odvrátí a také Anna se s ním rozejde. Jeho nekompromisní postoje jej tak přivedou do naprosté izolace, „velké samoty“. Družstvo tak sice pod Součkovým vedením prosperuje, on však upadá do osamění a začne tajně pít.
Na závěr při dožínkách zcela opilý vyžene mladý pár družstevníků, kteří mu přinášejí dožínkový věnec. Tehdy si družstevníci, spokojení s vývojem v družstvu, uvědomí, že Součkovi celý rok křivdili, a přijmou ho zpět mezi sebe, také Anna opustí svého otce a přidá se k sousedům družstevníkům a možná i k Martinovi.

## Postavy a obsazení
Hlavní postavy ve filmu ztvárnili:
| Július Pántik    | Martin Souček, předseda JZD              |
| Blanka Bohdanová | Anna Malcová, Součkova snoubenka         |
| Bohumil Šmída    | Cyril Malec, soukromník, Anin otec       |
| Václav Lohniský  | Anton Sláma, družstevník, Martinův strýc |
| Rudolf Hrušínský | František Kaláb, bývalý předseda JZD     |
| Frída Bachletová | Součková, Martinova matka                |
| Oľga Adamčíková  | Křístková, družstevnice                  |
| Samuel Adamčík   | Esterka, stařeček                        |
| Karel Šeplavý    | Ferenc, družstevní kočí                  |
| Zdeněk Řehoř     | Hort, učitel                             |

Dále hráli: Adam Matějka, Arnošt Navrátil, Oldřich Velen, Václav Kyzlink, Miroslav Olejníček, Elena Latečková, Marie Sýkorová, František Šlégr, Josef Koza, Alois Kleizar, Jana Rubášová, Ladislav Suchánek, Marie Široká, Jana Macenauerová, Otto Maruštík a jiní.

## Výroba
Film vyrobilo Filmové studio Barrandov, tvůrčí skupina Bohumil Šmída – F. B. Kunc. Vedoucím výroby byl Jaroslav Kučera.
Natáčelo se především v jihomoravské obci Pavlov na úpatí Pavlovských vrchů, v titulcích snímku ostatně autoři zmiňují spolupráci členů JZD Pavlov. Některé scény se měly točit také v Hustopečích či Mikulově, interiéry v hostivařských ateliérech. V autentickém prostředí Pavlova autorská dvojice Helge–Kříž strávila ještě před natáčením několik týdnů. Třetím z trojice, která spolupracovala už na Škole otců, byl kameraman Ferdinand Pečenka. Pro něj bylo nasnímání Velké samoty posledním počinem a premiéry filmu se už nedožil.

## Téma a ideologie, cenzura
Československé filmy vznikající v 50. letech se vyznačovaly schematičností postav i děje, prostředí a kulis, vyplývající z potlačení svobodné tvůrčí práce, z požadavků vládnoucí strany a ideologie na vyznění kinematografických děl. Ideové směrnice k československé kinematografii vydané v roce 1950 předsednictvem ÚV KSČ upřednostňovaly filmy vyjadřující se k aktuálním problémům současnosti. Filmy z vesnického prostředí se v první polovině 50. let často zabývaly bojem s třídním nepřítelem – kulakem a často v nich figurovaly zápletky zakládání a vstupování do JZD.
Velká samota v tomto ohledu přinesla jako první film kritiku družstva a zobrazení jeho rozkladu, a to jako hlavní téma snímku. Naopak v něm chybí postava kulaka, vyskytuje se zde pouze střední rolník – soukromník (Cyril Malec, otec Anny), který sice nepodniká žádnou záškodnickou činnost, staví se však do opozice vůči družstvu. Na počátku, kdy je JZD v úpadku, působí sebevědomě, jak se však působením nového předsedy zlepšuje družstevní výkon a dostavují se úspěchy, soukromník se dostává do pozice zoufalého udřeného člověka.
Film oproti předchozí kinematografii o kolektivizaci nemá tolik prvoplánově agitační a výchovný charakter, ostatně už to doba konce desetiletí tolik nevyžadovala. Postava Martina Součka přicházející zvenčí představuje kladného hrdinu, ukázkového „člověka své doby“, uvědomělého a oddaného komunistu odhodlaného uskutečňovat vize strany. Bojuje za veřejné blaho i za cenu ztrát ve svém soukromí. Jeho protivníkem přitom není kulak, ale lidská lenost, ledabylost a opilství. Idea kolektivizace a družstevnictví není ve filmu zpochybněna, jen je pro většinu vesničanů nerealizovatelným snem, k jehož uskutečnění chybí disciplína. Hlavní hrdina se přitom nesnaží poznat místní lidi a sžít se s nimi, v přesvědčení o správnosti svého pohledu jde tvrdošíjně proti celému kolektivu. Když se pak dostaví úspěchy, vesničané nakonec uznají jeho zásluhy.
Vyznění závěru však nebylo původně jednoznačně optimistické. Přes dosažené úspěchy zůstal předseda Souček v izolaci a uchýlil se k opilství, původně zamýšlený konec jej ponechal o samotě v pláči. Než však byl snímek uveden do kin, uskutečnil se koncem února 1959 v Banské Bystrici 1. festival československého filmu, kde byly mimo jiné zhodnoceny výsledky domácí kinematografie. Např. ministr školství a kultury František Kahuda ostře kritizoval pochyby a morální otazníky nahrazující ve filmech optimistické perspektivy. Terčem stranických i filmařských připomínek se stala také Helgeho prvotina Škola otců. Brzy po festivalu byla Velká samota spolu s dalšími snímky stažena z distribuce pro svůj údajně revizionistický postoj k měnící se společenské situaci. Došlo k výměně vedení barrandovského studia a nastupující garnitura důsledněji kontrolovala látky určené do výroby.
V důsledku těchto událostí byl závěr Velké samoty ve finální fázi přepracován tak, že dříve nedůvěřiví občané konečně prozřeli, přišli předsedovi poděkovat a společně se radovat z úspěchů, dokonce se nechá strhnout i Anna Malcová, aby opustila svého soukromě hospodařícího otce a přidala se k oslavujícím družstevníkům.

## Uvedení a přijetí
Premiéra filmu se uskutečnila 15. ledna 1960.
Filmoví kritici na plzeňském festivalu československého filmu v roce 1960 se rozhodli režiséra Velké samoty ocenit, k předání ocenění však nedošlo. V důsledku vystoupení sovětského kulturního vyslance a dvou stranických novinářů došlo k odejmutí ceny a jejímu přidělení filmu Král Šumavy režiséra Karla Kachyni.